# 葉海牛總科
葉海牛總科（學名：Phyllidioidea）是裸鰓目海牛亞目海牛下目之下其中一個多彩海蛞蝓的總科，是一類海洋腹足綱軟體動物。

## 分類
本總科之下包括以下三個科：
- 枝鰓海麒麟科[5] Dendrodorididae O'Donoghue, 1924 (1864)：又名支鰓科[2]
- Family Mandeliidae Valdés & Gosliner, 1999
- 葉海牛科 Phyllidiidae Rafinesque, 1814